# Palais Minckwitz

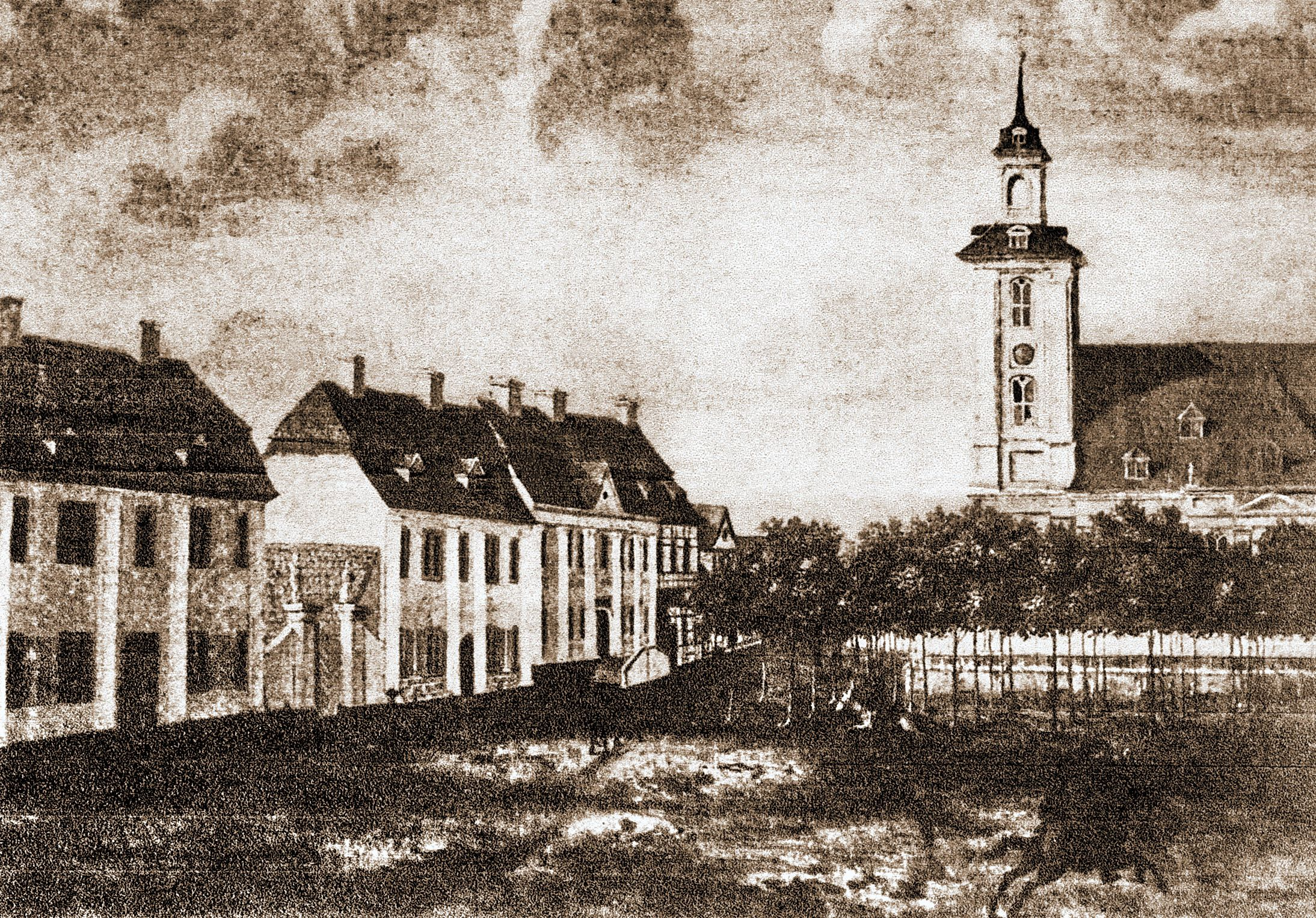
Neumarkt um 1750

Das Palais Minckwitz ist ein Stadtpalais aus der Mitte des  18. Jahrhunderts in der Neustadt von Dessau. Benannt ist es nach dem sechsten Besitzer, einem Mitglied der Familie von Minckwitz.

## Hintergrund

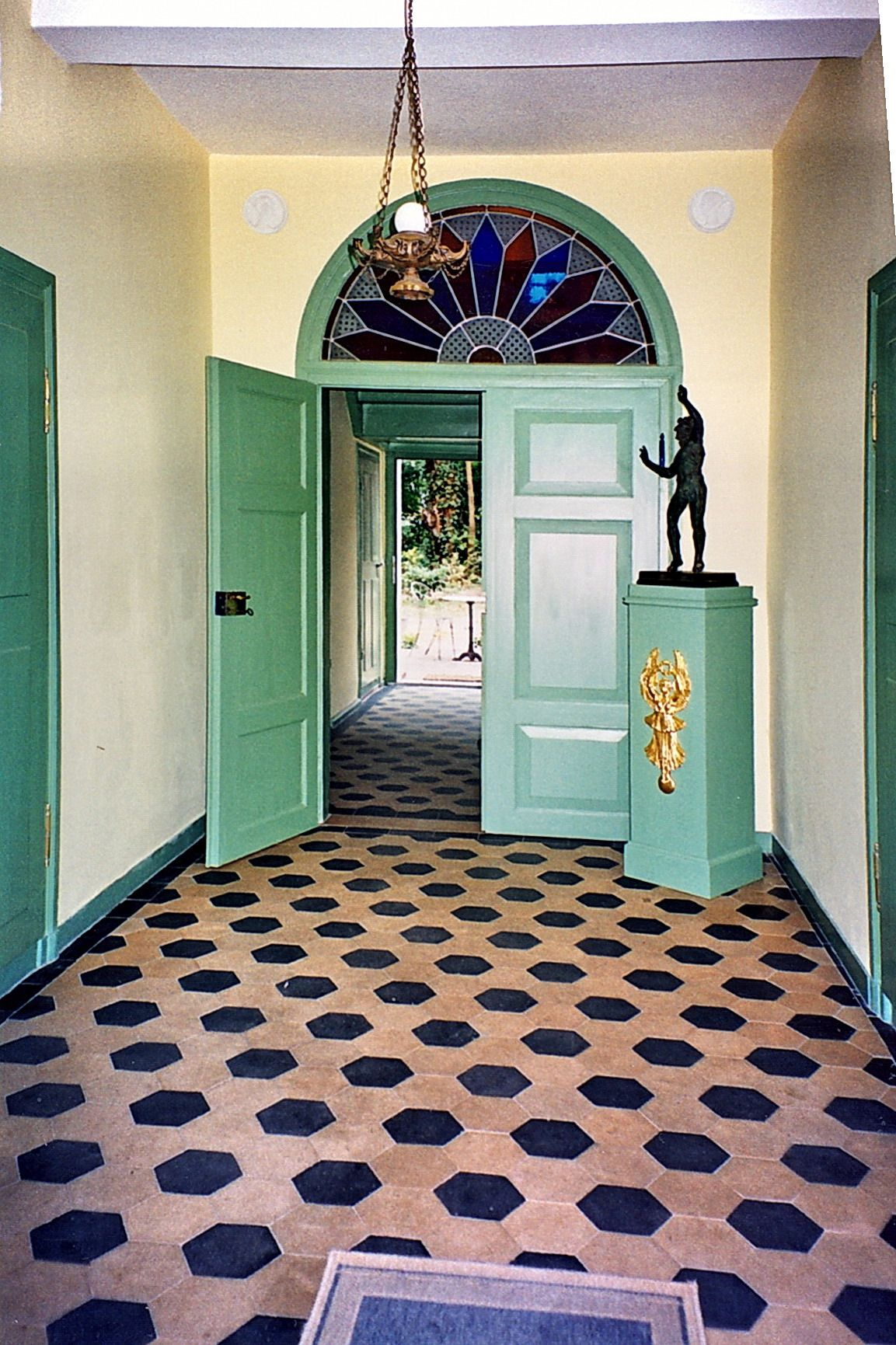
Vestibül

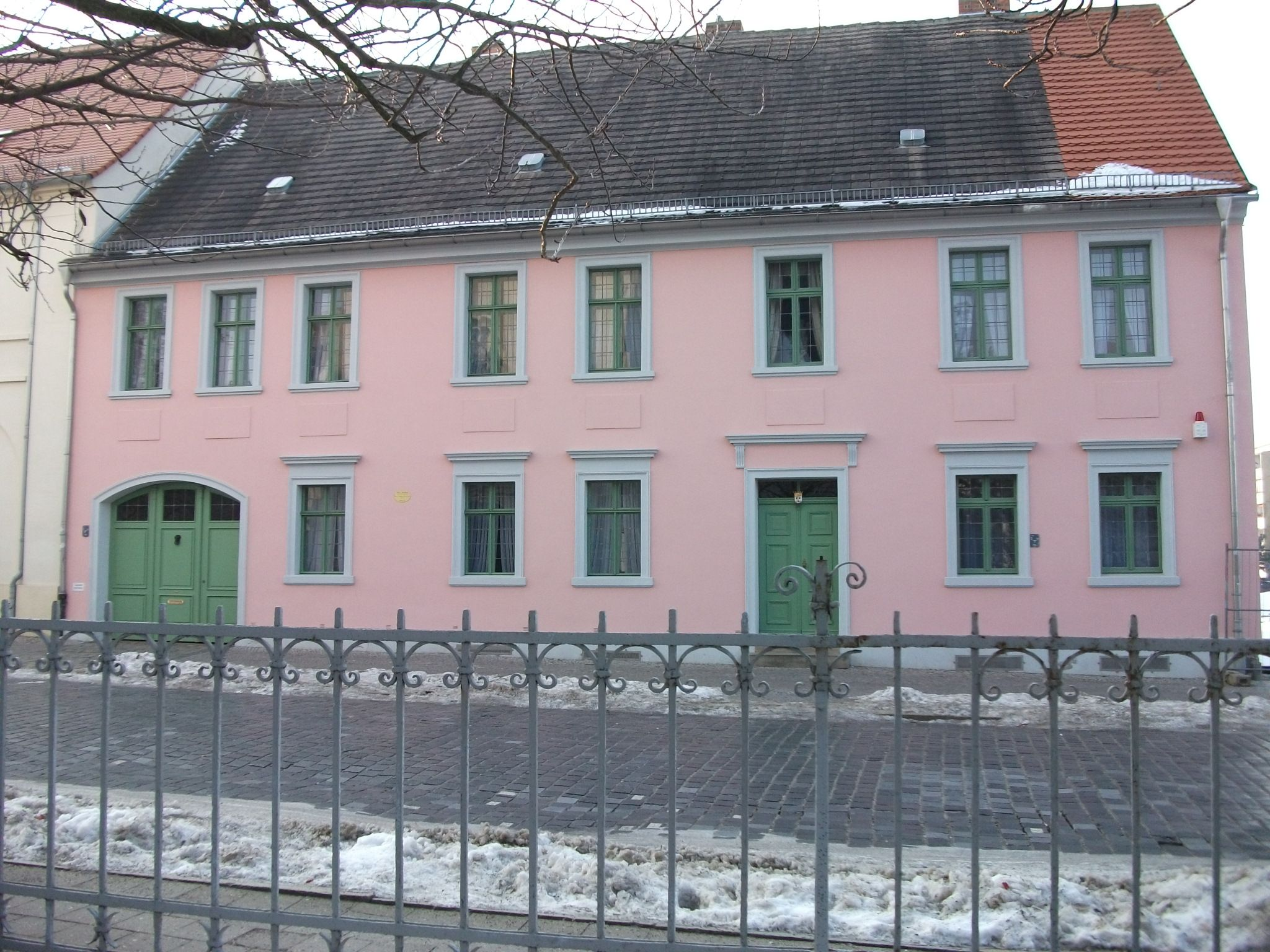
Straßenansicht

Die Stadt Dessau verlor in den Bombennächten des Zweiten Weltkrieges fast ihre gesamte historische Bausubstanz. Ideologisch begründete Abrisse der wenigen erhaltenen Baudenkmäler in der Innenstadt schufen Platz für eine neue sozialistische Stadt. Im Stadtkern hatte allein die Johannisstraße alle Veränderungen fast unbeschadet bis 1990 überstanden. Dort haben sich das Palais Bose (Friedrich Wilhelm von Erdmannsdorff, 1800–03) und das Palais Minckwitz am ehemaligen Neumarkt erhalten. Inzwischen ist es das älteste vollständig erhaltene Haus. Es liegt in der am Ende des 17. Jahrhunderts begonnenen Neustadt, gegenüber der von 1688 bis 1702 nach Plänen des Niederländers Cornelis Ryckwaert erbauten lutherischen St.-Johannis-Kirche.
Die Neustadt sollte mit Prachtbauten das moderne, barocke Dessau dokumentieren. Während jedoch in der Kavalierstraße die fürstlichen Bauten überwogen, wurde in der Verlängerung die Johannisstraße und der Neumarkt mit kleineren Palais und Bürgerhäusern gestaltet. Der fürstliche Bauhof gab ein Fassadenschema vor, das ein zweistöckiges, fünfachsiges Gebäude mit anschließender Toreinfahrt zwischen skulpturengeschmückten Pfeilern vorsah. Vier große Pilaster gliederten die Fassade. Der Entwurf stammt wahrscheinlich von Christian Friedrich Damm.

## Geschichte
Eine späte Liaison des Fürsten Leopold I. von Anhalt-Dessau (1676–1747) machte es notwendig, die betroffene Sophie Eleonore Söldner (1710–1779) rasch mit einem passenden Ehemann zu verheiraten. Dieser fand sich in einem preußischen Adligen Rode, der Hand und Mitgift „der Fräulein“ erhielt. Aus diesem Grunde wurde „aus speziellem eigenem Interesse“ ab 1745 das kleine Palais nach vorgegebenem Schema errichtet. Den Baugrund der späteren Gebäude Nr. 1–11 hatte der Landesfürst schon 1708 erworben. Bald nach dem Tod des Fürsten zog das Paar ins preußische Ausland nach dem nur 13 Kilometer entfernten Aken und verkaufte das Anwesen an den Forstexpectanten Friedrich Wilhelm Bock. Nach dessen Tod im Jahre 1800 erwarb es der Oberamtmann Ernst Holzhausen. Kurz vor seinem Tod erweiterte er das Gebäude, indem er die Durchfahrt überbaute und damit im Erdgeschoss einen kleinen Theatersaal und im Obergeschoss zwei große Salons schuf. Die Fassade verlor die Pilaster und wurde einheitlich in der Art Erdmannsdorffs gestaltet.
Im Jahre 1820 erwarb der Hofbildhauer und Schadowschüler Ludwig Nicolaus Friedemann Hunold (1773–1840) das Palais und benutzte die Hintergebäude als Werkstatt und als Produktionsstätte seiner neuartigen Steinzeugartikel im Stile Josiah Wedgwoods. Nach seinem Tod im Jahre 1840 kaufte die Familie von Harling das Gebäude als Mitgift für ihre Tochter, als deren Erbe es an die Familien von Minckwitz und Digeon von Monteton bis zum Jahre 1993 weitergegeben wurde.
2004 von Carl Ludwig Fuchs, einem Kunsthistoriker aus der Familie der ersten Besitzer zurückerworben, wurde das Gebäude fachgerecht restauriert und präsentiert sich heute wieder in seiner 1819 erhaltenen Gestalt. Das Gebäude dient auch als Dessauer Wohnsitz des Chefs des herzoglichen Hauses Anhalt-Askanien. Der Saal wird zu kleinen öffentlichen Konzerten und Lesungen genutzt.